# Археологический музей (Милан)
Миланский археологический музей (итал. Civico museo archeologico di Milano) — археологический музей в городе Милан в Италии, собрания которого посвящены истории древнего мира и средневековья. Основан в 1862 году. Отделы древнегреческий, этрусский, древнеримский, варварский и гандхарский расположены на территории бывшего великого монастыря Святого Маврикия; первобытный и древнеегипетский — в замке Сфорца.

## История
С 1799 года художник Джузеппе Босси, бывший президентом Академии Брера, начал собирать артефакты, обнаруженные в разных районах Милана. Эти находки складывали в церкви Брера, до 1808 года принадлежавшей гумилиатам. Деятельность по сбору артефактов, поступавших в основном из упразднённых церквей, поощрялась правительством, которое создало комиссию, отвечающую за отбор значимых произведений искусства. В комиссию входили историк и учёный Луиджи Босси, нумизмат Гаэтано Каттанео и архитектор Джузеппе Дзаноя, которого позднее сменил Джузеппе Босси.
Так, 1811 году в Бреру был доставлен конный памятник Бернабо Висконти из склепа Сан-Джованни-ин-Конка, который был приобретён ещё в 1808 году. Тогда же были приобретены или переданы собранию мраморные плиты из церквей Сан-Сальваторе в Ксенодокьо (снесена в 1814 году), Сант-Амброджо-ад-Немус и Санта-Мария-делла-Паче (обе снесены в 1806 году). За этим последовал долгий период, когда коллекция почти не пополнялась и была недоступна для публики; изредка в собрание поступали предметы из снесённых зданий, памятников и церквей. В 1858 году муниципалитет Милана учредил комиссию по созданию музея, которая просуществовала недолго. Археологический музей в Милане был основан 13 ноября 1862 года. Консультации по созданию музея проходили под председательством сенатора Антонио Беретта, тогдашнего мэра Милана.

## Описание
Музей находится на территории бывшего великого монастыря. Ранее здесь находилась древнеримская вилла I века у городской стены и цирка с видом на императорский дворец конца III века. Сохранились две башни античной городской стены, одна из которых, четырнадцати метров в высоту, была частью античной цирковой тюрьмы и после вошла в средневековый монастырский комплекс.
В центре вестибюля музея стоит большой макет, на котором современный город Милан наложен поверх античного позднего имперского Медиоланума с главными памятниками и структурами древнего города, такими, как городские стены, цирк, театр, амфитеатр, термы, древние христианские базилики, императорский дворец, улицы и акведуки. В первом секторе музея, поделённом на две части, экспонируются артефакты, посвящённые искусству Гандхары и Древнего Рима. В древнеримском разделе представлены многочисленные образцы скульптурных портретов, росписей, мозаик (все датированы концом III — началом IV века), эпиграфов (в собрании их более 500, но экспонируется лишь часть), а также керамика, стеклянная посуда и столовое серебро.
Из главного здания на проспекте Маджента экспозиция продолжается во внутреннем дворике бывшего монастыря, где выставлены древнеримские погребальные стелы и видны руины древнеримской виллы, а также находятся две средневековые монастырские башни. Внутри многоугольной башни стоит скульптура Доменико Паладино (подаренная художником), которая создает особое единство между современностью и древностью с фресками, изображающими святых и датируемыми концом XIII — началом XIV века.
Из внутреннего монастырского дворика экспозиция продолжается в новом здании музея на улице Нироне с раннесредневековым (первый этаж), этрусским (второй этаж) и древнегреческим (третий этаж) секторами. Здесь также есть выставочное пространство, которые занимают временные выставки. Ценными экспонатами музея являются диатрета Тривульцио IV века, патера Парабьяго IV века, «Клад из Ловеро» III века — серебряная посуда из гробницы в Ловере, близ Бергамо, обнаруженная в 1907 году, алтарь с изображением богини Теллус или Цереры середины I — начала II века, голова Юпитера второй половины I века, скульптурные портреты Агриппины Младшей и императора Максимиана Геркулеса, мозаичные полы с полихромными декоративными мотивами, медаль Джованни Ланфредини работы Сперандио около 1478—1483 годов.